# Língua havaiana
O havaiano (ʻōlelo Hawaiʻi, pronúncia em havaiano: [ʔoːˈlɛlo həˈvɐjʔi]) é uma língua polinésia da família das línguas austronésias, leva essa nome devido a Ilha Havaí, a maior do arquipélago havaiano. Junto com o inglês, o havaiano é uma língua oficial do Estado do Havaí.
A UNESCO atualmente classifica o havaiano como uma língua criticamente ameaçada, tomando como base o dado de quem em 2000 o idioma contava com apenas 1.000 falantes nativos. Esses números foram resultados da redução do número de falantes que se deu até o final do século XX, ocasionados pelo banimento da língua do ensino escolar em 1896, depois que os Estados Unidos derrubaram a monarquia havaiana e assumiram o controle do arquipélago, como resultado da intervenção dos interesses comerciais estrangeiros e dos militares dos Estados Unidos Esse evento desencadeou uma veloz substituição do havaiano pelo inglês em quase todos os espaços públicos. Entretanto, nos últimos anos tem ocorrido um aumento gradual na atenção e promoção da língua. Em meados da década de 1980, o Departamento de Educação do Havaí permitiu a criação de pré-escolas públicas de imersão na língua havaiana, chamadas Pūnana Leo. Hoje, esse esforço resultou em 21 escolas de imersão da língua havaiana em todas as ilhas, além disso, agora a Universidade do Havaí oferece bacharelado, mestrado e doutorado em língua havaiana. Os esforços para reviver a língua resultaram, em 2013, na contagem de 18.610 falantes de havaiano no estado segundo o último censo americano.

## História

### Descoberta do arquipélago e início da documentação
Em 18 de janeiro de 1778, o explorador e capitão da Marinha Britânica James Cook, em missão com os navios Resolution e Discovery, descobre o arquipélago do Havaí, que de início recebe o nome de Ilhas Sandwich. Até essa data, a língua havaiana era totalmente oral. A primeira palavra em havaiano a ser registrada foi Atooi, que foi a forma como Cook compreendeu o nome da ilha Kauai, a ilha onde desembarcou, além dessa, o capitão também registrou algumas outras palavras, como Arei (atualmente alii, que significa chefe).
Nos anos seguintes, os europeus que desembarcaram nas ilhas usaram da grafia inglesa e de métodos nada sistemáticos para expressar a língua havaiana. A única exceção foi Archibald Campbell, que chegou à região em janeiro de 1810, e tornou-se amigo do Rei Kamehameha I. Em seu diário, registrou diversas palavras em havaiano, além de expressar a dificuldade de aplicação da ortografia inglesa para a língua havaiana. Foi responsável também pela compilação do primeiro vocabulário do idioma, contendo centenas de palavras e frases comuns, consolidado esse documento como o marco inicial para o registro sistemático das palavras em havaiano com a grafia em inglês.

### Os missionários

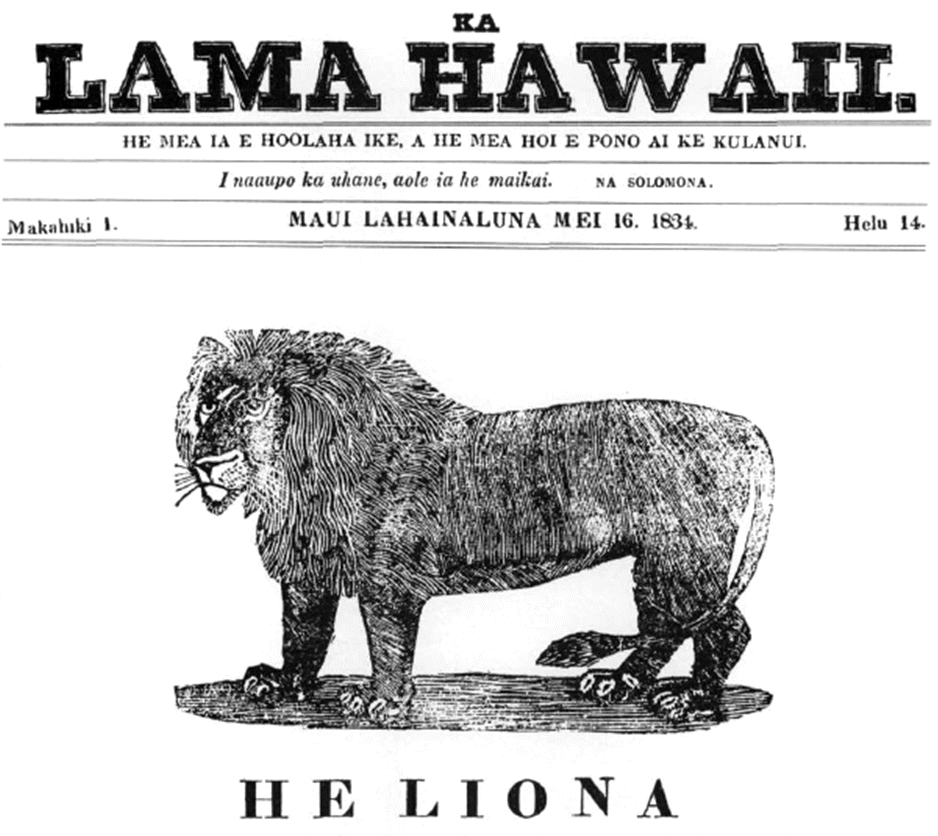
Jornal do século XIX escrito em havaiano

Os missionários que chegaram ao arquipélago em 1820 foram responsáveis pela sistematização da língua havaiana, bem como pelo desenvolvimento de um sistema educacional e pela preparação de literatura para ser usada nas igrejas e escolas. Conseguiram tal feito a partir da transformação da língua nativa oral à escrita e a uma subsequente impressão dela, que de início seguiu o que era feito até então, ou seja, uma grafia de imitação e invenção. Isso só mudou com a chegada de livros de "gramáticas da Nova Zelândia", em janeiro de 1822, uma vez que essas línguas possuíam diversas semelhanças.  Essa gramática permitiu aos missionários a escrita e a primeira impressão feita no Havaí, a qual teve como primeira publicação um livreto de oito páginas contendo o alfabeto, algumas lições de ortografia e seleções para leitura. Partes da Bíblia em havaiano foram publicadas aos poucos ao longo de vinte anos, tendo como alvo o público criado pelas escolas missionárias. Além disso, a impressão permitiu o registro escrito da história e cultura do povo havaiano.

### O declínio
O uso da língua havaiana teve um declínio acelerado, ocasionado pelo golpe que derrubou a monarquia havaiana existente e também pela substituição das escolas missionárias que lecionavam em havaiano pelas que usavam o inglês. Em 1833, a Oahu Charity School foi estabelecida em Honolulu como a primeira escola inglesa, mas voltada apenas para a educação de filhos de estrangeiros. Já em 1840, foi inaugurada uma escola para crianças da família real havaiana, na qual as aulas eram instruídas em inglês. Rapidamente, essas escolas começaram a abranger um público maior, desenvolvendo o interesse local pelo inglês, de modo que, em 1874, 25% dos alunos estudavam essa língua. A escola Punohou, fundada em 1883, era voltada para a educação dos filhos de missionários. Durante o reinado de Kalakaua (1874-1891), as escolas comuns conduzidas em havaiano foram praticamente extintas. O inglês se tornou a língua do comércio, dos assuntos governamentais e das instituições de ensino, assim como o principal idioma em praticamente toda a comunicação do arquipélago.

## Fonética e Fonologia
|             | Labial | Alveolar  | Velar | Glotal |
| ----------- | ------ | --------- | ----- | ------ |
| Nasal       | m      | n         |       |        |
| Oclusiva    | p      | t ⁓ k     | t ⁓ k | ʔ      |
| Fricativa   |        |           |       | h      |
| Aproximante | w ⁓ v  | l ⁓ ɾ ⁓ ɹ |       |        |

### Fonotática
A estrutura da sílaba havaiana é consoante (C) e vogal (V). Cada consoante é seguida por pelo menos uma vogal, ou seja, há encontros vocálicos, mas não encontros consonantais. A exceção é a palavra Kristo (Cristo), introduzida pelos missionários.

## Alfabeto havaiano
O alfabeto havaiano (em havaiano: ka pī‘āpā Hawai‘i) é uma variação do alfabeto latino adaptado no início do século XIX, que foi adaptado no início do século XIX por missionários americanos que tinham como objetivo imprimir uma bíblia na língua local.  Esse alfabeto é composto por apenas 12 letras e possui ordem alfabética diferente da portuguesa, uma vez que as vogais vêm primeiro e as consoantes depois, além disso, é um dos alfabetos mais curtos do mundo (o alfabeto rotokas tem uma letra a menos; a língua pirahã tem dois fonemas a menos, mas não possui forma escrita).
| Letra | Nome   | IPA         |
| ----- | ------ | ----------- |
| A a   | ʻā     | /a/         |
| E e   | ʻē     | /e/         |
| I i   | ʻī     | /i/         |
| O o   | ʻō     | /o/         |
| U u   | ʻū     | /u/         |
| H h   | hē     | /h/         |
| K k   | kē     | /k ~ t/     |
| L l   | lā     | /l ~ ɾ ~ ɹ/ |
| M m   | mū     | /m/         |
| N n   | nū     | /n/         |
| P p   | pī     | /p/         |
| W w   | wē     | /w ~ v/     |
| '     | 'okina | /ʔ/         |

1. ↑  Soa como o rr de carro.
2. ↑  Pronunciada como w ou v após a, v após i ou e, e w após o ou u.

As vogais podem ser longas ou curtas, sendo as vogais longas representadas por um mácron (ā, ē, ī, ō, ū). Ao contrário do português, o havaiano não dispõe de diacríticos para marcar a sílaba tônica. Porém, de acordo com as regras para determinar o acento tônico em havaiano, uma sílaba com uma vogal longa é sempre tônica. No havaiano, o símbolo ' (em havaiano, 'okina) representa a oclusiva glotal, uma consoante que não está presente no português. Como as demais consoantes em havaiano, ela sempre é seguida de vogal e nunca aparece como a última letra de uma palavra.

## Morfossintaxe

### Substantivo

#### Pronomes pessoais
O havaiano possui os seguintes pronomes pessoais:
| Pessoa | Singular  | Dual        | Plural        |
| ------ | --------- | ----------- | ------------- |
| 1ª     | owau / au | maua / kaua | makou / kakou |
| 2ª     | oe        | olua        | oukou         |
| 3ª     | oia / ia  | laua        | lakou         |

#### Gêneros
Em havaiano, não há distinção de gênero com base no sexo biológico. Entretanto, os substantivos havaianos pertencem a um de dois gêneros, conhecidos como kino ʻō (classe o) e kino ʻā (classe a), e essas classes são levadas em consideração apenas quando se usa o caso genitivo.

#### Flexão de número
Como na maioria das línguas orientais, o havaiano tem três números: singular, dual e plural. O singular se refere a apenas um objeto. O dual fala de apenas dois. Já o plural aparece em qualquer número acima de dois, por maior que seja.

### Verbo

#### Reduplicação
Reduplicações podem enfatizar ou alterar o significado de uma palavra, ou seja, nem sempre as reduplicações derivadas possuem o mesmo sentido. Exemplos são:
ʻau "nadar"; ʻauʻau "tomar banho"
haʻi "dizer"; haʻihaʻi "falar para frente e para trás"
maʻi "doente"; maʻimaʻi "doente crônico"

## Vocabulário

### Expressões do dia a dia
As palavras havaianas mais conhecidas em todo o mundo são Aloha e Mahalo. Aloha é uma saudação havaiana conhecida em todo mundo, equivalente a um “olá”, entretanto, para os havaianos ela tem um significado mais abrangente, expressando intenções positivas e de respeito aos outros. E Mahalo quer dizer “obrigado”, já mahalo nui loa é usado como um “muito obrigado”. Outras expressões:
| Expressões     | Significado                                                               |
| -------------- | ------------------------------------------------------------------------- |
| A hui hou      | essa expressão significa “até nos encontrarmos novamente”                 |
| E kala mai     | usada para pedir desculpas ou “com licença”                               |
| A 'o ia!       | frase usada para torcer por alguém quando ela se levanta para dançar hula |
| ‘A‘ole pilikia | usada quando alguém agradece, significa “de nada”                         |

### Amostra de texto
| Artigo 1º da Declaração Universal dos Direitos Humano | Artigo 1º da Declaração Universal dos Direitos Humano |
| Português | Havaiano |
| --- | --- |
| Todos os seres humanos nascem livres e iguais em dignidade e em direitos. Dotados de razão e de consciência, devem agir uns para com os outros em espírito de fraternidade. | Hānau kū'oko'a 'ia nā kānaka apau loa, a ua kau like ka hanohano a me nā pono kīvila ma luna o kākou pākahi. Ua ku'u mai ka no'ono'o pono a me ka 'ike pono ma luna o kākou, no laila, e aloha kākou kekahi i kekahi. |